# Viktor Karell
Viktor Karell, celým jménem Victor Alois Eduard Karell (17. března 1898 Doupov – 14. prosince 1979 Landau nad Isarou, Německo) byl německy píšící historik, spisovatel, archivář a vlastivědný pracovník, okrajově též archeolog. Vydal řadu cenných vlastivědných knih vztahujících se k historii karlovarského, krušnohorského a doupovského regionu.

## Život
Viktor Karell se narodil 17. března 1898 v městě Doupov, které v té době vedle Kadaně, Přísečnice a Vejprt patřilo k hlavním kulturním centrům Kadaňska. Jeho otec Eduard Karell byl punčochářský mistr a také městský radní, matka Amalie, roz. Schmidtová, pocházela z rodiny majitele hospodářství v nedaleké Nové Vísce (Neudörfl). Viktor studoval na doupovském gymnáziu a hned po maturitě v květnu 1916 narukoval do rakousko-uherské armády, kde se na italské a posléze balkánské frontě účastnil bojů první světové války. Počátkem roku 1918 byl povýšen na poručíka a během tříměsíční studijní dovolené absolvoval od dubna do června 1918 první semestr vysokoškolského studia na univerzitě ve Vídni. Studium zakončil 21. března 1921 složením doktorských zkoušek z germanistiky, historie a geografie. S ukončením války vznikla Československá republika a Karell musel po návratu domů žádat na Univerzitě Karlově o uznání vídeňského studia a nostrifikaci doktorského titulu. Obojího dosáhl v letech 1922–1923.
Učitelské povolání zahájil ve školním roce 1923/24 na Řemeslnické pokračovací škole v Doupově. Od září 1924 přestoupil jako středoškolský profesor na obchodní akademii v Mělníku. Dne 3. února 1927 se v sedleckém kostele svaté Anny oženil s Annou Zebischovou ze Sedlce, dcerou majitele hostince a kaolinové továrny, přestěhoval se do Karlových Varů a přijal místo profesora na karlovarské obchodní akademii. Zde od školního roku 1928/29 setrval až do roku 1945. Od roku 1935 byl současně také čestným ředitelem spojených institucí archivu a muzea. Patřil mezi karlovarskou kulturní elitu.
V roce 1938 se severozápadní Čechy staly jakožto Sudetská župa součástí nacionálně-socialistického Německa. Tehdy čtyřicetiletý Viktor Karell nebyl sice nacistou, patřil ale k většině německých elit z českých zemí. V roce 1941 byl jmenován členem durynské Akademie věd v Erfurtu, o rok později pak členem Komise pro pravěké a rané dějiny v Liberci. V téže době byl povolán do armády, aby se účastnil i druhé světové války. Od února 1942 sloužil ve wehrmachtu jako železniční důstojník s hodností kapitána, působil na Kavkaze, v Itálii a jižní Francii. V roce 1945 se dostal v Itálii do amerického zajetí a teprve v červnu 1946 se v bavorském Landshutu shledal s manželkou a svými čtyřmi syny.
V roce 1946 byl v rámci poválečného odsunutu vysídlen. Usadil se v nové Spolkové republice Německo v bavorském městě Landau nad Isarou. V roce 1949 se stal ředitelem Střední reálné školy tamtéž a úřad vykonával až do svého penzionování v roce 1963. Po smrti manželky Anny se v roce 1977 znovu oženil s bývalou kolegyní Lucií Hiekeovou. Zemřel dne 14. prosince 1979 v Landau an der Isar.

## Činnost a dílo
Svou literární činnost zahájil v polovině dvacátých let. Měl široké badatelské zaměření. Zpracoval pověsti Kadaňska, národopisnou studii o lidových pověrách Doupovska a Kadaňska, historii hradů Poohří a Krušných hor, sborník vlastivědných prací o Karlových Varech a okolí. Od roku 1932 psal články do časopisu Wohlfart (vydával karlovarský podpůrný spolek Union), v letech 1939–1941 přispíval rozsáhlými historickými články do městského kulturního zpravodaje Der Karlsbader Kurgast. Literárně tvořil a publikoval až do konce svého života.

### Literární dílo
Výběr z literárního díla:
- Das Erzgebirge und seine Besiedlung – historická studie, v roce 1924 vydalo nakladatelství Vinzenze Uhla v Kadani
- Der Kampf der Duppauer um ihr Recht – historická studie, v roce 1925 vydalo nakladatelství Vinzenze Uhla v Kadani
- Deutsche Dichter in Karlsbad – o lázeňských pobytech význačných německých literátů, vydáno v roce 1935
- Goethe als Karlsbader Kurgast – vydáno v roce 1939, Karell navázal na dílo Johannese Urzidila z roku 1932 a pokusil se zhodnotit Goethův vztah ke Karlovým Varům; po pracích Eduarda Hlawaczeka a F. Puchtingera patří dílo k nejlepším svého druhu

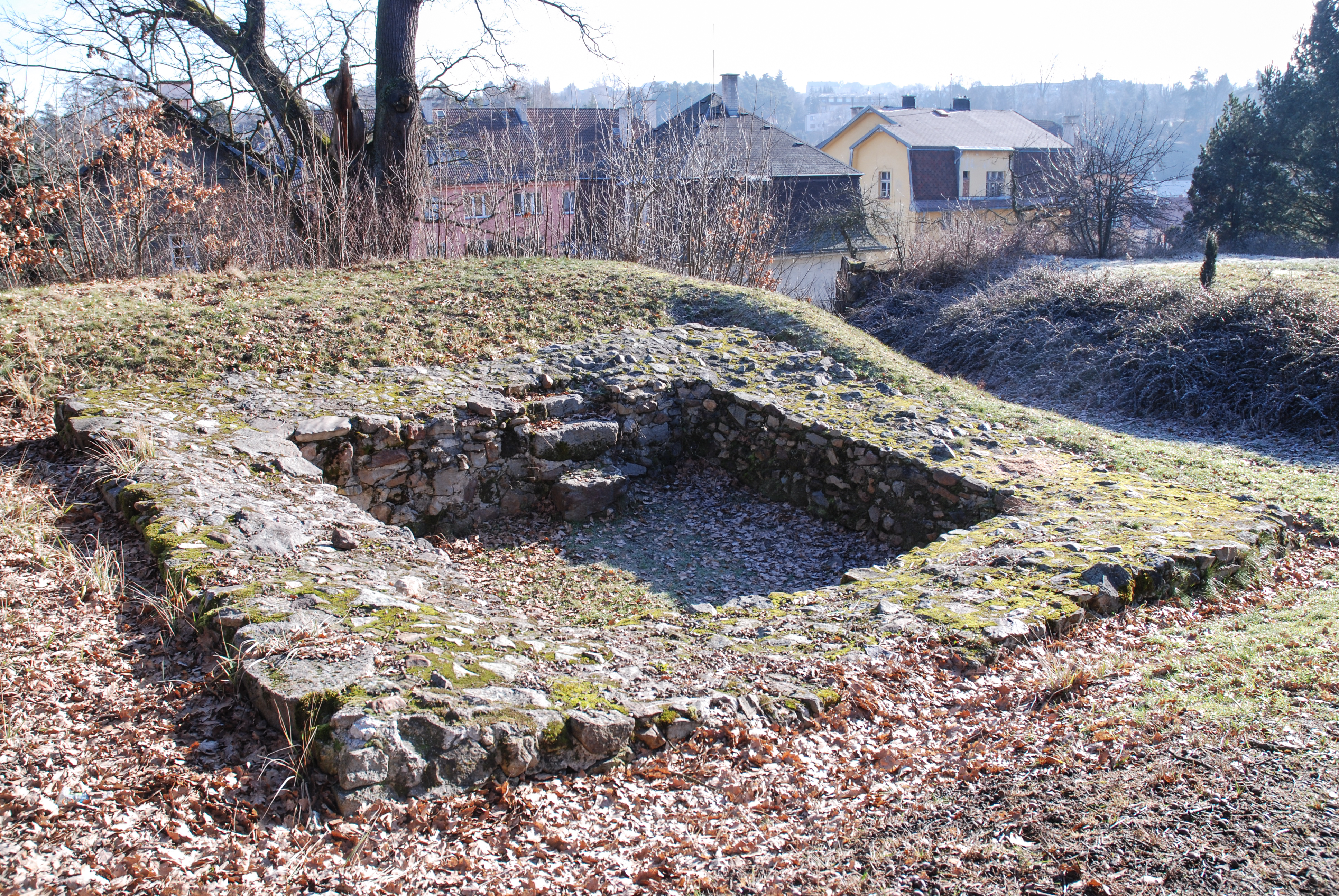
Pozůstatky obytné tvrze v Dalovicích

- Karlsbader historisches Jahrbuch – ročenky vyšly celkem čtyři v letech 1938–1941, pokračování edice zmařila válka; zde byly psány historické zprávy o Karlových Varech, ročenky jsou cenným bibliografickým materiálem; např. poslední ročenka z roku 1941 obsahuje medailóny karlovarského hudebníka Josefa Labitzkého, historika Augusta Leopolda Stöhra a vlastivědného badatele a archiváře Karla Ludwiga
- sborník na rok 1938 – přináší mj. zajímavou studii o pobytu Antonína Dvořáka v Karlových Varech

### Archeologický výzkum Tvrziště v Dalovicích
Viktor Karell se v letech 1938 a 1941 v Dalovicích věnoval archeologickému výzkumu pozůstatků kamenné stavby v místě tehdy nazývaném Hausberg, někdy také Kellerbergl. Zjistil, že se jedná o pozůstatky obytné tvrze vybudované koncem 12. století, zřejmě podle vzoru ze sousedního Bavorska. Na základě vykopávek a tehdejších historických znalostí byl stanoven závěr, že lidé v této lokalitě žijí nepřetržitě od doby kamenné.

## Ocenění
Viktor Karell byl držitelem řady významných ocenění:
- rok 1956 – stal se prvním čestným předsedou Svazu bavorských středoškolských učitelů
- rok 1964 – byl vyznamenán – Kříž Řádu za zásluhy Spolkové republiky Německo
- rok 1971 – zlatý doktorský diplom, udělila Vídeňská univerzita u příležitosti padesátého výročí jeho absolutoria
- rok 1973 – čestné občanství města Landau an der Isar